# Jacques Pierre Brissot
Jacques Pierre Brissot, llamado también Brissot de Warville (Chartres, 15 de enero de 1754 - París, 31 de octubre de 1793), fue un escritor y dirigente político francés que lideró a los brissotins o girondinos durante la Revolución francesa (1789).
Decimotercer hijo de un rico posadero de Chartres, se crio en el cercano pueblo de Ouarville, cuyo nombre añadió más tarde al suyo dándole una forma inglesa. Tras sus estudios de abogacía, trabajó como primer secretario de un abogado de París y se preparó a ser abogado en el parlamento de París. Le apasionaban los idiomas: aprendió inglés e italiano y empezó a estudiar español, alemán y griego. Rotas las relaciones con su acomodada familia, vivía de trabajos literarios vendiendo su pluma y su talento. Desbordante de proyectos, se multiplica tanto por naturaleza, como por necesidad.
Frecuenta a Voltaire, a quien homenajearía en el prefacio de su primer libro (Bibliothèque des lois criminelles (1782-1786)), a D'Alembert y a Linguet que le introdujo en la revista Le Mercure de France. Escribe numerosos panfletos pero en 1777 huye de París para evitar una orden de arresto por calumnias. Se traslada a Boulogne-sur-Mer en 1778 como traductor y corrector de pruebas del diario franco-británico Courier de l'Europe (1776-1792), del inglés Samuel Swinton, que está a favor de los insurgentes americanos. Allí conoce a su futura esposa, Félicité. De vuelta a París en 1779, estudia ciencias físicas con Fourcroy y Marat. Frecuenta círculos literarios y alberga la ambición de convertirse en un reputado philosophe.
En 1782 Brissot llega a Londres. Durante su estancia en Inglaterra será investigado por la policía secreta francesa como sospechoso de escribir libelos contra la Corona de Francia. Allí fundó una sociedad literaria, conocida como el Licée de Londres —que contaba con su propia publicación periódica—, la cual consumió casi todos sus recursos. Fue arrestado por sus deudas con E. Cox, el impresor del Journal du Licée de Londres. Decidió regresar a París para recaudar más fondos para el Licée, pero a su llegada fue arrestado (el 12 de julio de 1784) y encarcelado durante cuatro meses en la Bastilla por un panfleto contra la Reina María Antonieta, que no habría escrito.
El duque de Orleans (Philippe Égalité) consigue su liberación y le contrata como su secretario. Implicado en un complot supuestamente tramado en el Palais-Royal contra el Parlamento de París, huye a Londres donde asiste a las reuniones de la sociedad abolicionista Society for Effecting the Abolition of the Slave Trade. De vuelta a París, funda en febrero de 1788 la Sociedad de los amigos de los negros (Société des amis des Noirs) que aboga por la abolición de la esclavitud. Rápidamente cuenta entre sus miembros con Clavière y Mirabeau, y luego a La Fayette, Volney, La Rochefoucauld, Sieyès y el abad Grégoire, entre otros. Viaja a los Estados Unidos para estudiar la manera de poner en práctica la emancipación, y es recibido por Washington y Franklin. Vuelve a Europa y se va a Bélgica, en donde participa en la Revolución brabanzona.
Regresa a Francia en 1789 y edita un periódico el Le Patriote français, que resulta muy bien acogido. Cuenta con la colaboración de Madame Roland, su marido Jean-Marie Roland de La Platière, y Mirabeau. Es elegido miembro del primer consejo municipal de París.
Tras la huida de Luis XVI en junio de 1791 solicita la proclamación de la República. Elegido miembro de la Asamblea legislativa ese mismo año, ejerce como miembro del comité diplomático. Defiende declarar la guerra a Austria, lo que le enfrenta a Maximilien Robespierre que se opone a ella. Es elegido miembro de la Convención en septiembre de 1792 por el departamento de Eure y Loir y se erige en líder de los Brissotins, después girondinos. Arrestado junto a ellos el 2 de junio de 1793, intentó huir a Suiza pero finalmente fue detenido en Moulins por orden de los Montagnards. Encarcelado en la prisión de la Abadía en París, redacta unas memorias dedicadas a sus hijos. Es condenado a muerte y guillotinado el 31 de octubre de 1793.
Fue enterrado en el cementerio de la Magdalena, donde permanecieron sus restos hasta que en el emplazamiento se construyó la capilla expiatoria de París. En 1859, su cuerpo y los de todos los girondinos enterrados en las fosas fueron trasladados a las Catacumbas de París.

## Obras

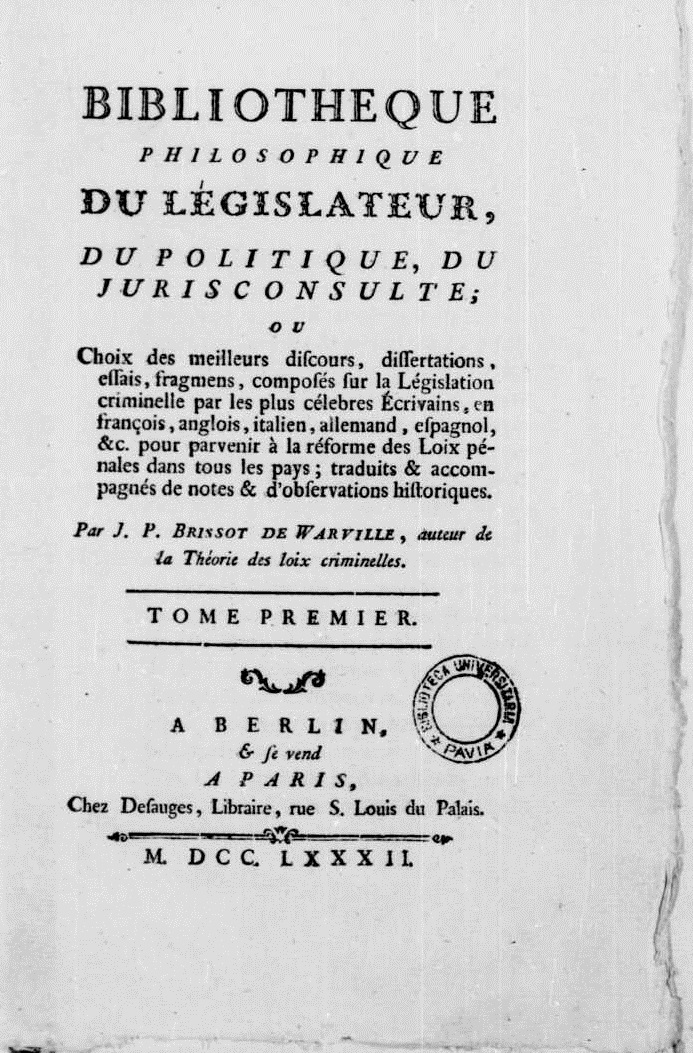
Bibliothèque philosophique du Législateur, du Politique, du Jurisconsulte, 1782

- Recherches philosophiques sur le droit de propriété considéré dans la nature, pour servir de premier chapitre à la "Théorie des lois" de M. Linguet, Paris, 1780, 128 p., in-8°.
- Bibliothèque philosophique du Législateur, du Politique et du Jurisconsulte, Berlin et Paris, 1782-1786, 10 vol. in-8°.
- Moyens d’adoucir la rigueur des lois pénales en France sans nuire à la sécurité publique, Discours couronné par l’Académie de Châlons-sur-Marne en 1780, Châlons, 1781, in-8°.
- Théorie des lois criminelles, Paris, 1781, 2 vol. in-8°.
- De la Vérité des Méditations sur les moyens de parvenir à la vérité dans toutes les connaissances humaines, Neufchâtel et Paris, 1782, in-8°.
- Discours sur la nécessité de maintenir le décret rendu le 13 mai 1791, en faveur des hommes de couleur libres, prononcé le 12 septembre 1791, à la séance de la Société des Amis de la Constitution, séante aux jacobins.
- Discours sur la nécessité politique de révoquer le décret du 24 septembre 1791, pour mettre fin aux troubles de Saint Domingue; prononcé à l'Assemblée nationale, le 2 mars 1792. Par J.P. Brissot, député du département de Paris, Paris : De l'Imprimerie du patriote françois, 1792.
- Correspondance universelle sur ce qui intéresse le bonheur de l’homme et de la société, Londres et Neufchâtel, 1783, 2 vol. in-8°.
- Journal du Lycée de Londres, ou Tableau des sciences et des arts en Angleterre, Londres et Paris, 1784.
- Tableau de la situation actuelle des Anglais dans les Indes orientales, et Tableau de l’Inde en général, ibid., 1784, in-8°.
- L’Autorité législative de Rome anéantie, Paris, 1785, in-8°, réimprimé sous le titre : Rome jugée, l’autorité du pape anéantie, pour servir de réponse aux bulles passées, nouvelles et futures du pape, ibid., 1731, m-g.
- Examen critique des voyages dans l'Amérique septentrionale, de M. le marquis de Chatellux, ou Lettre à M. le marquis de Chatellux, dans laquelle on réfute principalement ses opinions sur les quakers, sur les nègres, sur le peuple et sur l'homme, par J.-P. Brissot de Warville, Londres, 1786, in-8°.
- Discours sur la Rareté du numéraire, et sur les moyens d’y remédier, 1790, in-8°.
- Mémoire sur les Noirs de l’Amérique septentrionale, 1790, in-8°.
- Voyage aux États-Unis, 1791.

- Mémoires de Brissot... sur ses contemporains, et la révolution française ; publ. par son fils ; notes et éclaircissements hist. par M.F. de Montrol, 1830-1832; Vol. I (1830); Vol. II (1830); Vol. III (1832); Vol. IV (1832).